# Maori Time
Maori Time, född 25 oktober 2009, är en australisk varmblodig travhäst som tävlade mellan 2011 och 2018. Hon tränades i Australien av Brent Lilley (2009–2018) och i Sverige av Stig H. Johansson (2018). I Australien kördes hon oftast av Gavin Lang, och i Sverige kördes hon oftast av Erik Adielsson. Under sin tävlingskarriär tog hon 24 segrar på 73 starter, och sprang in 2,7 miljoner kronor. 2016 utsågs hon till Australian Aged Trotting Mare of the Year. Hon har även vunnit loppet Aldebaran Park Bill Collins Sprint tre år i rad (2015, 2016, 2017).

## Karriär

### Säsongen 2018
Den 24 februari 2018 sänkte Maori Time inte bara det australiska rekordet, utan även blev världens snabbaste häst under 2018, efter segern i Access Group Solutions Trotters Mile. Hon segrade på tiden 1.09,3 över 1 609 meter, och ledde loppet från start till mål. Rekordet slogs sedan av Bold Eagle den 11 mars, då denne segrade på 1.08,9 över 1 609 meter på Hippodrome de la Côte d'Azur i Cagnes-sur-Mer.

#### Elitloppet
Den 16 april blev Maori Time som femte häst inbjuden till 2018 års upplaga av Elitloppet, och blir därmed den första hästen från Oceanien i Elitloppet sedan Sundons Gift deltog 2009. Vem som skulle köra var inte klart då hästen bjöds in, men det blev senare klart att den australiske kusken Todd McCarthy ska köra henne. I slutet på april framkom det att Maori Time hade hjärtproblem, vilket höll på att stoppa resan till Elitloppet. Några dagar senare meddelade kretsen runt hästen att allt är väl, och att Maori Time kommer till Sverige och Solvalla. På plats i Sverige innan loppet stod hon hos Stig H. Johansson.
Elitloppet gick av stapeln den 27 maj, och Maori Time startade i det omtalade första försöksloppet – ett lopp som försenades med 15 minuter efter problematik med omstarter. I det lopp som senare gick iväg galopperade Maori Time och slutade på sjätteplats. Hon kom därmed inte med bland de fyra från försöksloppet som gick vidare till finalen av Elitloppet.
Efter Elitloppet stannade hon kvar hos Solvallatränaren Stig H. Johansson. Under den förlängda vistelsen i Sverige har hon deltagit i bland annat Färjestads Jubileumslopp och Årjängs Stora Sprinterlopp, där hon slutade oplacerad.

### Slutet på tävlingskarriären
Den 17 januari 2019 meddelade ägaren Fred Crews att han i samråd med Stig H. Johansson beslutat att Maori Time fått avsluta sin tävlingskarriär, och framöver ska vara verksam i avel i Europa. På sju starter i Sverige blev det fyra diskningar för galopp och inga intjänade pengar.